# Joseph Louis Alphonse Baret
Joseph Louis Alphonse Baret (1852-1920) est un général de division français dont le nom est associé à la Première Guerre mondiale.

## Biographie

### Généalogie
- Il est fils de François Germain Baret (°1808), Lieutenant d'Infanterie et de Jeanne-Marie Pinet, directrice de la Poste à Domène ;
- Il épouse en 1881 Pulchérie Genton (°1860). Pas d'enfants connus.

### Grades
- 03/01/1871 sous-lieutenant (pour la durée de la guerre)
- 01/09/1871 élève à Saint-Cyr
- 05/08/1876 lieutenant
- 23/12/1881 capitaine
- 11/10/1892 chef de bataillon
- 12/07/1900 lieutenant-colonel
- 24/03/1905 colonel
- 15/03/1910: général de brigade
- 28/03/1913: général de division

### Décorations
- : Légion d'honneur: Chevalier (30/12/95), Officier (12/07/11), Commandeur (18/09/14), Grand Officier (11/01/16)
- : Croix de Guerre 1914-1918
- : Médaille Commémorative de la Guerre 70-71

### Postes
- 24/03/1905: chef de corps du 99e RI.
- 25/01/1908: chef d'état-major du  17e Corps d'Armée
- 19/03/1910: en disponibilité.
- 22/07/1910: commandant de la 55e Brigade d'Infanterie et des subdivisions de région d'Annecy et de Vienne
- 21/12/1912: commandant de la  18e Division d'Infanterie et des subdivisions de région de Châtellerault, de Tours, d'Angers et de Cholet
- 20/06/1914: commandant de la  27e Division d'Infanterie et les subdivisions de région de Grenoble, de Romans, de Montélimar et de Gap
- 24/08/1914: commandant du  14e Corps d'Armée
- 31/08/1916: limogé sur décision du général Joffre au motif officiel suivant : 64 ans passés
- 12/12/1916: commandant de la  6e Région (Châlons-sur-Marne)
- 12/04/1917: placé dans la section de réserve